# Corupția în România

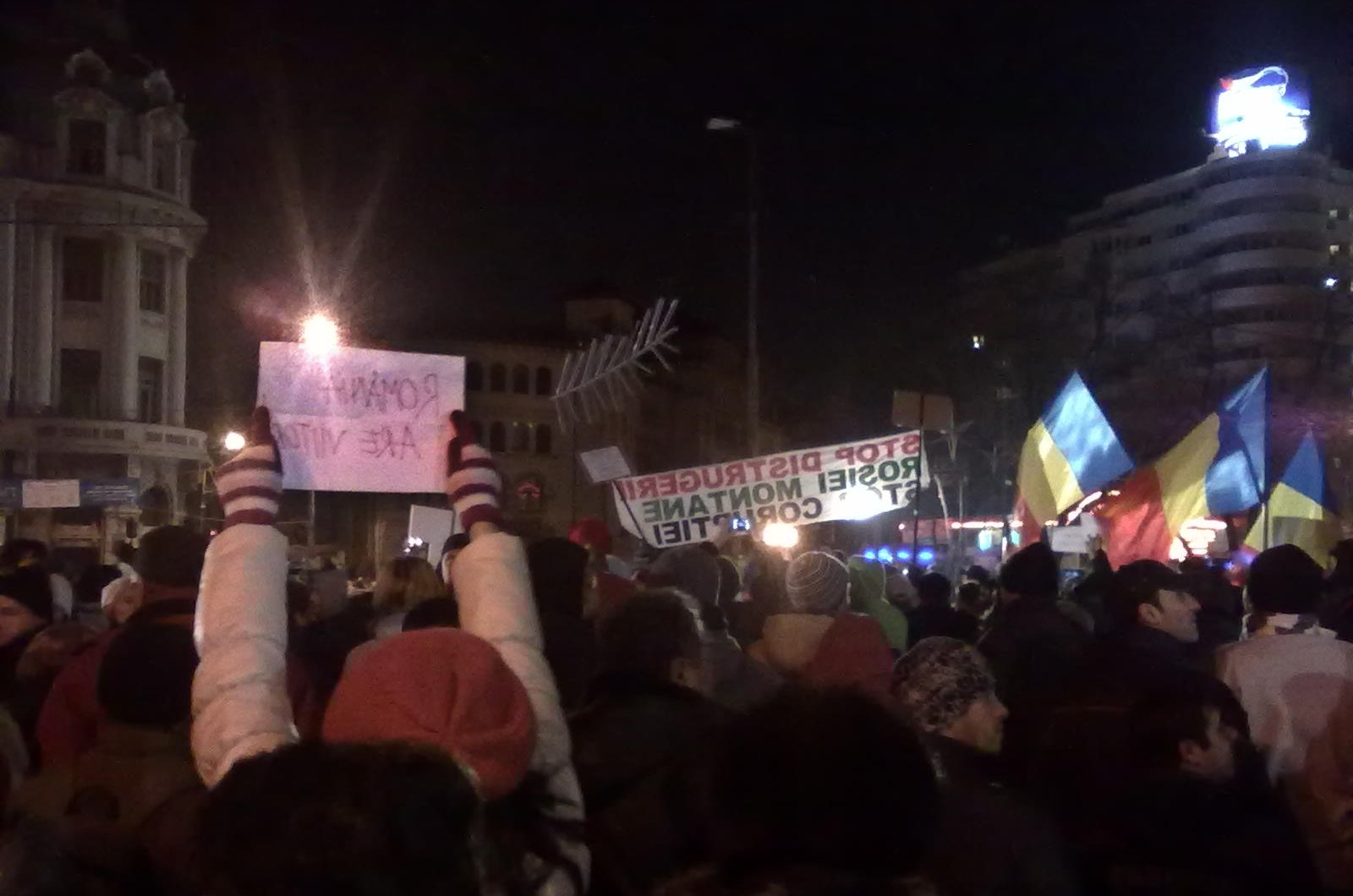
Protestatari cerând oprirea actelor de corupție în România

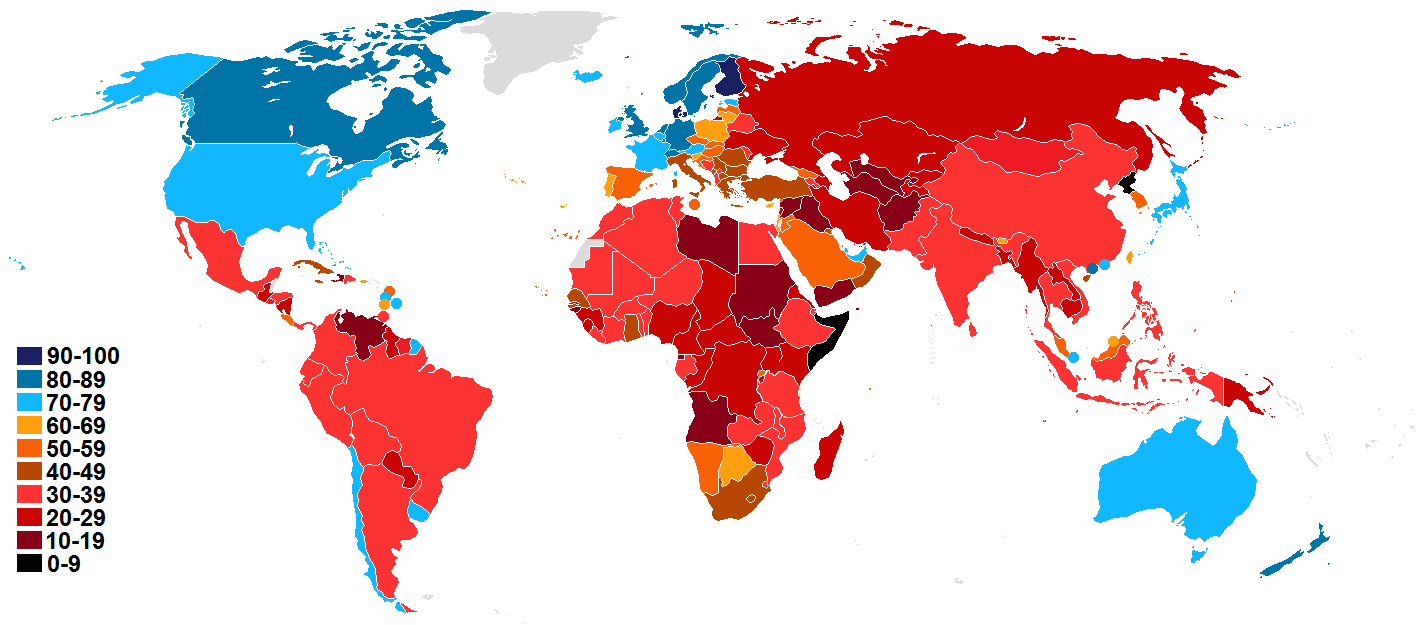
Harta mondială a nivelului de corupție, măsurată conform Indicelui de Percepție a Corupției de către Transparency International. Țările colorate în albastru înregistrează un nivel scăzut de corupție, iar cele în roșu înregistrează un nivel ridicat de corupție. Conform acestui indice al corupției, România se poziționa în 2016 pe locul 57. Cel mai scăzut nivel de corupție s-a înregistrat în Noua Zeelandă, Danemarca, Finlanda, și Suedia.

Corupția în România reprezintă o problemă majoră și persistentă care afectează multiple sectoare esențiale, precum administrația publică, justiția, sănătatea și educația. Deși au existat eforturi semnificative de combatere a acestui fenomen, percepția publică și evaluările internaționale indică în continuare un nivel ridicat de corupție în țară.
În 2024, Comisia Europeană a publicat un raport privind statul de drept în România, evidențiind că sectorul achizițiilor publice rămâne deosebit de vulnerabil la corupție. Raportul menționează că 35% dintre companii au raportat că au fost împiedicate să câștige licitații publice din cauza corupției. De asemenea, 94% dintre companiile din România consideră fenomenul corupției larg răspândit, iar 71% îl văd ca pe o problemă majoră în desfășurarea afacerilor.
Indicele de percepție a corupției din 2023, realizat de Transparency International, plasează România pe locul 25 în Uniunea Europeană și pe locul 63 la nivel global, cu un scor de 46/100. Acest scor a rămas relativ stabil în ultimii cinci ani, indicând o lipsă de progres semnificativ în combaterea corupției.
Eforturile de combatere a corupției includ implementarea Strategiei Naționale Anticorupție 2021-2025 și activitatea Direcției Naționale Anticorupție (DNA). În 2023, instanțele au condamnat 400 de inculpați în cazurile instrumentate de DNA. Cu toate acestea, există în continuare provocări, cum ar fi numărul mare de dosare nesoluționate și impactul prescripțiilor asupra cazurilor de corupție.
Corupția rămâne o amenințare recunoscută la adresa securității naționale, fiind clasificată ca atare de Consiliul Suprem de Apărare a Țării (CSAT) încă din 2006.
Pentru a aborda această problemă, sunt necesare eforturi susținute în domenii precum transparența în administrația publică, reforma sistemului judiciar și educația anticorupție. Implicarea societății civile și a mediului de afaceri în combaterea corupției este, de asemenea, considerată esențială pentru obținerea unor rezultate durabile.

## Corupția în armată
Corupția în structurile militare reprezintă o amenințare semnificativă la adresa securității și siguranței naționale, afectând profesionalismul militar și eficiența operațională. Acest fenomen se manifestă în diverse forme, de la deturnarea resurselor destinate echipării și pregătirii soldaților până la achiziții publice viciate. 
În 2024, Ministerul Apărării Naționale (MApN) a inițiat 20 de programe majore de înzestrare, cu un buget estimat de 13 miliarde de euro pentru următorii 10 ani. Aceste programe includ achiziția de sisteme de apărare antiaeriană, tancuri, puști de asalt și alte echipamente esențiale. Cu toate acestea, experiențele anterioare arată că astfel de inițiative pot fi vulnerabile la corupție.

## Consecințele corupției în armată
Efectele corupției în armată includ:
- Echipamente substandard sau inadecvate pentru nevoile operaționale
- Întârzieri în modernizarea și reforma armatei
- Demoralizarea personalului militar și exodul profesioniștilor

- Erodarea încrederii publice în capacitatea de apărare a țării.[18]

Un exemplu istoric relevant este situația armatei române la începutul Primului Război Mondial. În ciuda alocărilor bugetare semnificative, corupția generalizată a dus la o pregătire inadecvată a forțelor armate. Generalul Iliescu, devenit simbolul incompetenței și corupției, s-a îmbogățit rapid în urma „echipării” armatei.

## Corupția în sănătate
Corupția în sistemul sanitar românesc a continuat să reprezinte o problemă majoră, cu o creștere semnificativă în ultimul deceniu. Autoritățile române recunosc că suma implicată în acte de corupție în acest sector se ridică aproape la un miliard de euro. Această situație este agravată de lipsa de transparență în procesul de achiziții publice și organizarea licitațiilor, facilitând astfel practici corupte și înșelătoare.
Un aspect îngrijorător al corupției în sănătate este conexiunea sa cu malpraxisul. Cazurile de malpraxis au fost adesea aduse la lumină atunci când familiile afectate au cerut restituirea șpăgii oferite medicilor, subliniind o cultură toxică a corupției, unde pacienții se simt obligați să ofere mită pentru a beneficia de tratamente adecvate. Corupția contribuie la precaritatea financiară a medicilor, care, din cauza remunerației scăzute oferite de Casa Națională de Asigurări de Sănătate (CNAS), sunt adesea nevoiți să caute venituri suplimentare din surse neoficiale, riscând astfel să părăsească sistemul medical românesc.
În ceea ce privește licitațiile publice, companiile care oferă cele mai mici prețuri, adesea prin mită sau înțelegeri ilegale, pot livra echipamente medicale de calitate inferioară, punând astfel în pericol sănătatea pacienților. În 2015, au fost investigate și trimise în judecată mai multe persoane din Ministerul Sănătății și din conducerea spitalelor pentru acte de corupție, inclusiv un secretar de stat și zece medici. Mita asociată cu contractele de achiziții publice poate ajunge la 20% din valoarea acestora.

## Consecințele corupției în sănătate
Corupția din sectorul sanitar duce la acces inegal la servicii medicale și îngreunează obținerea tratamentelor necesare, mai ales pentru cei fără resurse financiare suplimentare. Pacienții sunt adesea nevoiți să ofere mită pentru servicii esențiale, perpetuând inechitățile sistemului. De asemenea, lipsa transparenței în achizițiile publice generează costuri suplimentare și conduce la furnizarea de echipamente sau medicamente de calitate inferioară. Aceasta afectează investițiile în sectorul sanitar și calitatea actului medical.
Corupția și salariile mici determină mulți profesioniști din sănătate să caute oportunități în afaceri sau în străinătate, exacerbând vulnerabilitățile sistemului medical românesc.

## Corupția în învățământ
Corupția în sistemul educațional românesc continuă să fie o problemă gravă, având multiple implicații asupra calității învățământului și a echității în procesul educațional. Aceasta se manifestă prin practici precum luarea de mită, fraudarea examenelor și numirea preferențială în funcții de conducere, afectând reputația instituțiilor de învățământ și încrederea publicului în sistem.
Un exemplu este cazul profesorului Ovidiu Marius Tirlogeanu, condamnat la cinci ani și opt luni de închisoare pentru trafic de influență și luare de mită, implicat în fraudarea examenului de bacalaureat din 2014. De asemenea, Florin Constantin Enache, un profesor din Onești, a fost condamnat la trei ani de închisoare pentru luare de mită, fiind prins în flagrant în timp ce primea 350 de lei de la doi elevi în august 2012.
Gheorghe Stancu, profesor universitar de drept la Universitatea Hyperion din Craiova, a fost condamnat la patru ani și jumătate de închisoare pentru luare de mită, având o sumă de 52.500 de euro pentru a favoriza studenții cu note mai mari la examenul de licență. Lazăr Onisâi, prodecanul Facultății de Medicină de la Universitatea Transilvania din Brașov, a fost condamnat la trei ani și șase luni pentru luare de mită și obligat să returneze 8.750 de euro studenților care l-au denunțat.
Conform unui raport al OCDE din 2024, corupția este prevalentă în educație, iar principalele forme identificate includ mita, nepotismul și favoritismele în admiterea la școală sau numirea profesorilor. Aceste practici subminează nu doar calitatea educației, dar și integritatea sistemului educațional românesc. De asemenea, s-au raportat cazuri recente de fraudă la examenele naționale, inclusiv scurgeri de subiecte la Bacalaureat.

## Consecințele corupției în învățământ
Corupția afectează negativ calitatea actului educațional. Fenomene precum mituirea profesorilor pentru note mai mari sau trecerea examenelor esențiale duc la o scădere a standardelor academice și la o depreciere a valorii diplomelor obținute. Elevii care nu recurg la practici corupte sunt dezavantajați față de cei care plătesc pentru note mai mari sau diplome fără acoperire.
Când comportamentele corupte devin obișnuite în școli și universități, tinerii sunt expuși unor exemple negative și riscă să internalizeze ideea că succesul se obține prin mijloace neetice. Aceasta scade motivația pentru o educație corectă și formare profesională, afectând dezvoltarea viitoare a societății.
Raportul OCDE din 2024 subliniază că sectorul educației este unul dintre cele mai afectate de corupție în România, ceea ce subminează nu doar calitatea educației dar și integritatea sistemului educațional românesc.

## Corupția în justiție
Corupția în justiție rămâne o problemă gravă în România, afectând integritatea sistemului judiciar și încrederea publicului în acesta. Au fost înregistrate cazuri notabile de corupție în rândul avocaților, cum ar fi Florin Costiniu, Doru Boștină, Cătălin Vasilățeanu și Mircea Tiba, care au fost condamnați definitiv pentru fapte de corupție, dar au continuat să practice avocatura. Conform Legii avocaturii (Legea 51/1995), o persoană este considerată nedemnă să fie avocat dacă a fost condamnată definitiv pentru o infracțiune intenționată care afectează prestigiul profesiei. Totuși, Consiliul Baroului are competența de a evalua impactul infracțiunii asupra imaginii profesiei. 
Spre deosebire de avocați, magistrații sunt suspendați imediat din funcție la inițierea unei acțiuni penale împotriva lor. În cazul unei condamnări definitive, aceștia sunt excluși din magistratură. Un caz notoriu este cel al Veronicăi Cîrstoiu, fostă judecătoare la Curtea de Apel București, condamnată în 2016 la șapte ani de închisoare pentru primirea unei sume de aproximativ 630.000 de euro de la Dinel Staicu, în schimbul unei sentințe favorabile. De asemenea, în ultimii zece ani, peste 100 de magistrați au fost cercetați și condamnați pentru corupție.

## Consecințele corupției în justiție
Faptele de corupție erodează grav încrederea publicului în sistemul judiciar. În absența unui cadru juridic eficient care să protejeze cetățenii, devine dificil pentru instituțiile de drept să asigure un climat de justiție echitabilă și imparțială. Corupția duce la decizii judiciare viciate și periclitează respectarea legii. Judecătorii care iau mită pentru a oferi sentințe favorabile permit celor vinovați să scape de consecințele legale, ceea ce încurajează recidiva și alte infracțiuni.
Corupția afectează și profesioniștii onești din sistemul judiciar, deoarece percepția că normele sunt încălcate constant diminuează moralul și motivația acestora. Dacă devine „normal” să se recurgă la corupție, standardele etice riscă să fie tot mai puțin respectate.
Instituțiile afectate nu mai funcționează optim, iar reformele semnificative sunt amânate sau blocate. Această stagnare face dificilă integrarea reformelor moderne și permite corupției să persiste prin perpetuarea unor practici nefuncționale. Justiția devine astfel susceptibilă la manipulare din partea grupurilor de interese economice sau politice care folosesc corupția pentru a obține favoruri.

## Combaterea corupției
Direcția Națională Anticorupție (DNA) este principala instituție responsabilă cu combaterea corupției în România. Legea nr. 78/2000 pentru prevenirea, descoperirea și sancționarea faptelor de corupție a fost adoptată pentru a întări cadrul legal în acest domeniu. În 2023, DNA a condamnat 400 de inculpați pentru fapte de corupție, cu un procentaj ridicat al pedepselor cu detenție. De asemenea, Codruța Kovesi a menționat că procentul achitărilor în dosarele DNA este de 10%, mult sub media europeană de 25-30%.
Pe 29 mai 2025, Curtea Constituțională a României (CCR) a decis că declarațiile de avere și interese ale funcționarilor publici, inclusiv informațiile referitoare la bunurile și veniturile soților și rudelor acestora, nu mai trebuie să fie accesibile publicului. Decizia a fost criticată de jurnalistul Cristian Tudor Popescu, care a descris-o drept un obstacol pentru transparența guvernamentală și un regres în ceea ce privește agenda anti-corupție a președintelui în funcție, Nicușor Dan.
În ciuda acestor eforturi, provocările persistă. Comisia Europeană a evidențiat că sectorul achizițiilor publice din România rămâne vulnerabil la corupție. În plus, recent s-au deschis două dosare penale privind magistrați acuzați de corupție. Aceste statistici subliniază dificultățile continue cu care se confruntă sistemul judiciar românesc în lupta sa împotriva corupției și necesitatea unor reforme eficiente pentru a restabili integritatea acestuia.

## În politică
Situația din politica locală românească în perioada 2020-2024 a continuat să fie marcată de cazuri de corupție, deși s-au înregistrat unele progrese în combaterea acestui fenomen. Numărul primarilor anchetați sau condamnați pentru fapte de corupție a scăzut comparativ cu perioada 2014-2016, dar problema rămâne semnificativă.
Cazuri notabile:
- În 2023, primarul din Baia Mare, Cătălin Cherecheș, a fost condamnat definitiv la 5 ani de închisoare pentru luare de mită și abuz în serviciu.[44]
- Primarul Sectorului 5 din București, Cristian Popescu Piedone, a fost condamnat în 2022 la 4 ani de închisoare în dosarul Colectiv, dar a fost eliberat condiționat în 2023.[45]
- În 2022, fostul primar al Iașiului, Gheorghe Nichita, a fost condamnat definitiv la 5 ani de închisoare pentru corupție.[46]

Consecințe administrative
Legea administrației publice locale a fost modificată, iar în prezent mandatul primarului încetează de drept în cazul unei condamnări definitive, nu doar în caz de arest preventiv.
Politicieni de rang înalt condamnați:
În perioada 2020-2024, au fost condamnați definitiv pentru corupție aproximativ 30 de politicieni de rang înalt, incluzând foști miniștri și parlamentari. Distribuția pe partide rămâne diversă, cu reprezentanți din toate formațiunile politice majore.

## Reacții internaționale
Comisia Europeană a remarcat progresele României în combaterea corupției la nivel înalt în rapoartele MCV din 2022 și 2023, dar a subliniat că sunt necesare în continuare eforturi susținute, în special la nivel local.

### Opinia publică
Conform unui sondaj din 2023, 8 din 10 români considerau corupția o problemă gravă la adresa democrației.

## Vezi și
- Corupție
- Sărăcia în România
- Direcția Națională Anticorupție
- Listă de politicieni români implicați în scandaluri publice
- Corupția în Armata Română
- Indicele de percepție a corupției